# Aki Arimizu
Aki Arimizu (født 10. august 1999) er en japansk fodboldspiller.
Han har spillet for flere forskellige klubber i sin karriere, herunder Cerezo Osaka.